# Matt Jensen
Matt Jensen (16 de julio de 1978) es un deportista canadiense que compitió en remo. Ganó tres medallas en el Campeonato Mundial de Remo entre los años 2004 y 2010.

## Palmarés internacional
| Campeonato Mundial | Campeonato Mundial        | Campeonato Mundial | Campeonato Mundial     |
| Año                | Lugar                     | Medalla            | Prueba                 |
| ------------------ | ------------------------- | ------------------ | ---------------------- |
| 2004               | Bañolas (España)          | Medalla de plata   | Cuatro scull ligero    |
| 2005               | Kaizu (Japón)             | Medalla de bronce  | Cuatro scull ligero    |
| 2010               | Cambridge (Nueva Zelanda) | Medalla de bronce  | Dos sin timonel ligero |